# Cyrtandra fiamoiensis
Cyrtandra fiamoiensis là một loài thực vật có hoa trong họ Tai voi. Loài này được Hochr. mô tả khoa học đầu tiên năm 1934.